# Agnetina kryzhanovskii
Agnetina kryzhanovskii är en bäcksländeart som beskrevs av Ignac Sivec och Zhiltzova 1997. Agnetina kryzhanovskii ingår i släktet Agnetina och familjen jättebäcksländor. Inga underarter finns listade i Catalogue of Life.